# Vườn quốc định Akiyoshidai
Vườn quốc định Akiyoshidai là một Vườn quốc gia dự kiến nằm ở tỉnh Yamaguchi, Nhật Bản. Nó được thành lập vào ngày 1 tháng 11 năm 1955 và có diện tích 45,02 km ².
Nó bao gồm một phần của cao nguyên Akiyoshi (秋吉台), một khu vực có diện tích 130 km ² của địa hình vùng núi đá vôi, cũng như hơn 400 hang động đá vôi, trong đó có hang động dài nhất của Nhật Bản, Akiyoshidō (秋芳洞) là một Di tích tự nhiên đặc biệt. Khu vực này được đánh giá là một Khu bảo vệ cảnh quan (loại V) theo IUCN. Giống như tất cả các Khu bảo tồn Vườn quốc gia tại Nhật Bản khác, nó được quản lý bởi chính quyền tỉnh địa phương.
Hệ thống nước ngầm ở Akiyoshidai là một khu vực được công nhận là vùng đất ngập nước có tầm quan trong quốc tế theo Công ước Ramsar.

## Địa chất
Cao nguyên này bao gồm các rạn san hô nâng lên trở thành các hóa thạch đá vôi trong giai đoạn Đại Cổ sinh, tạo thành các nếp uốn trong quá trình địa chất hình thành lên núi Akiyoshidai. Trải qua thời gian, sự xói mòn đã tạo ra một quang cảnh tuyệt đẹp với nhấp nhô núi đá vôi với nhiều hình dạng khác nhau, tạo ra cảnh quan địa hình thay đổi từ các hố sụt cho đến vô số tháp nhọn đá vôi cao tới hai mét. Bên dưới bề mặt là hàng trăm hang động. Nhiều hóa thạch có niên đại từ Thế Pleistocen đã được tìm thấy trong các hang động, trong đó có hóa thạch của loài tê giác Nhật Bản, voi Stegodon, voi Naumann, hổ và nhiều loài động vật khác trong khoảng thời gian cuối kỷ băng hà.

## Akiyoshidō
Cuối phía nam của Akiyoshidai là hang động Akiyoshidō, được đặt tên bởi Hoàng đế Hirohito vào 30 tháng 5 năm 1926 khi ông trở thành thái tử. Đây là hang động rộng tới 100 mét và dài 8,79 km khiến cho nó trở thành hang động dài nhất ở Nhật Bản và là một trong những hang lâu đời nhất ở châu Á. Tại thời điểm hiện tại, một phần của hang động được mở cửa cho công chúng tham quan, với một hệ thống đường và cầu đi bộ, tại điểm thấp nhất của hang động được thông ra ngoài bởi một hệ thống thang máy nhân tạo. Phần này của hang động có nhiều cột thạch nhũ lớn và đầy màu sắc.

## Hình ảnh

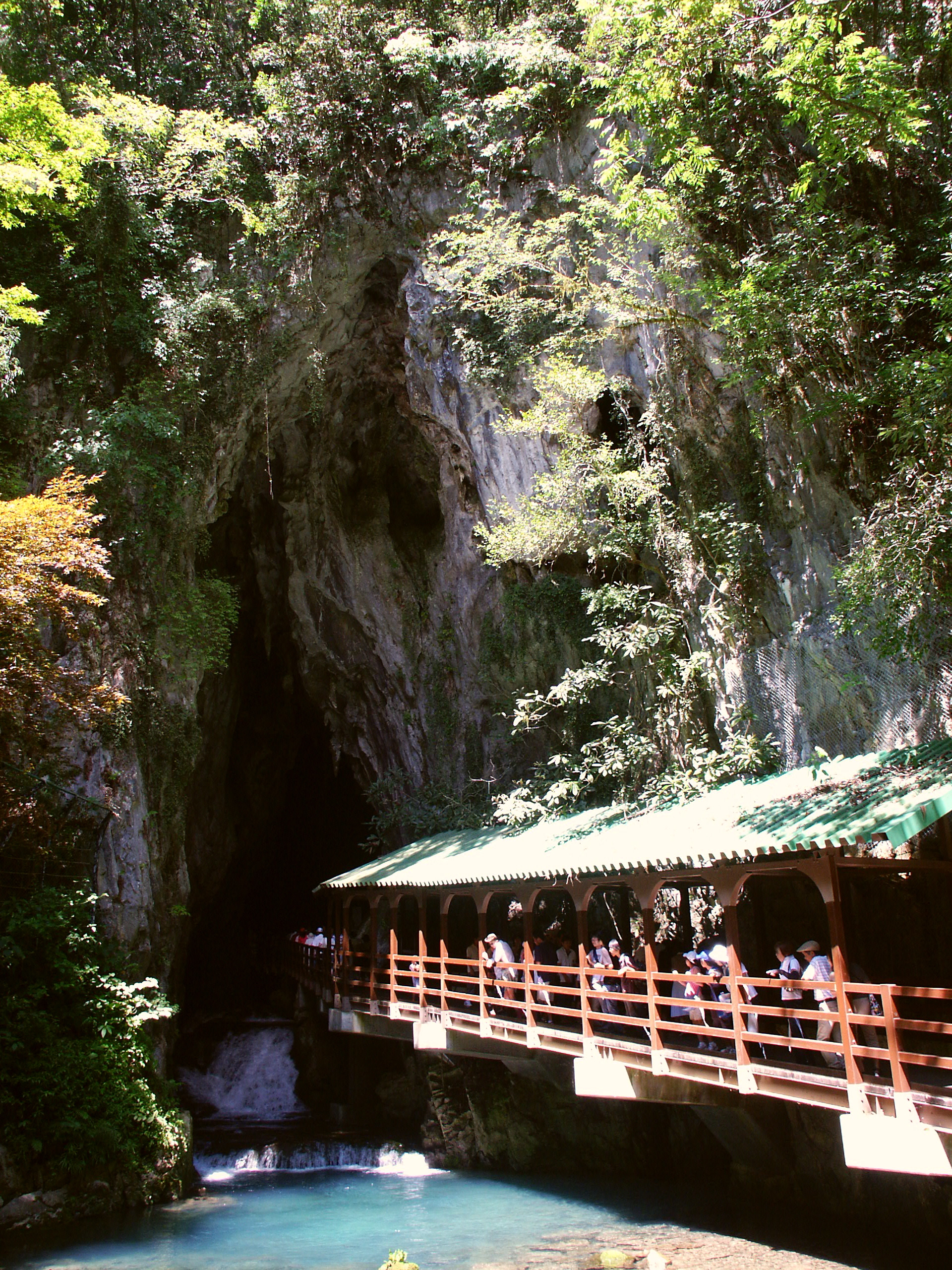
Hang động Akiyoshidō
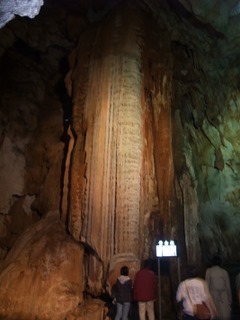
Thạch nhũ có tên gọi là "Cột Vàng"
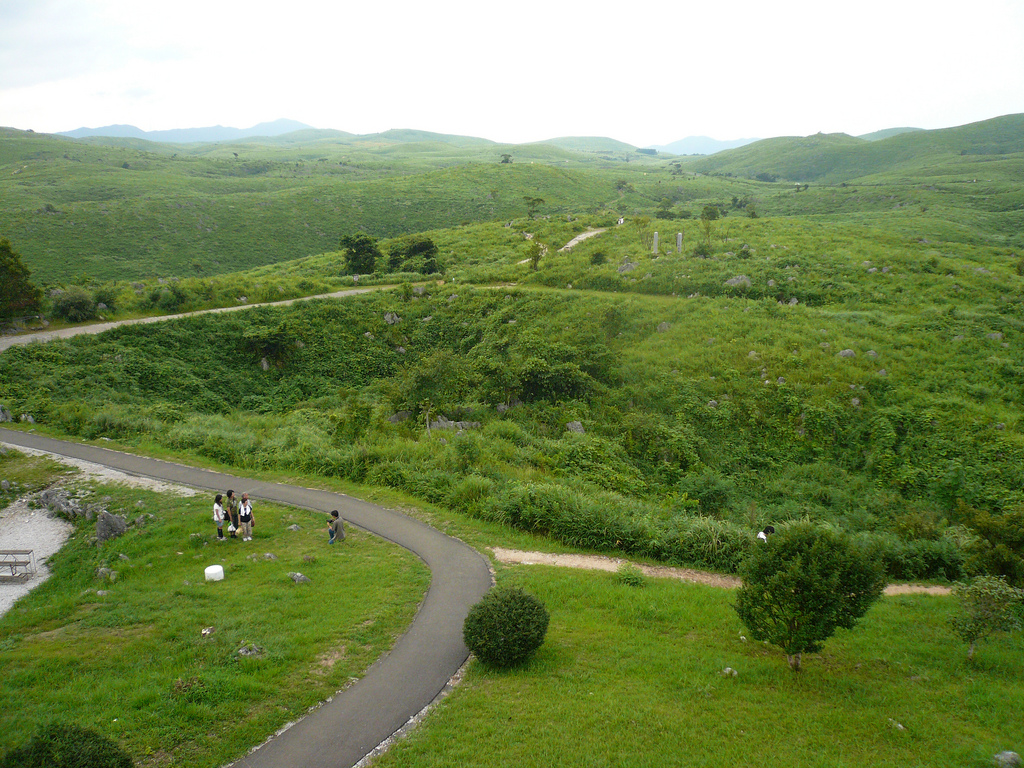
Cảnh quan Karst
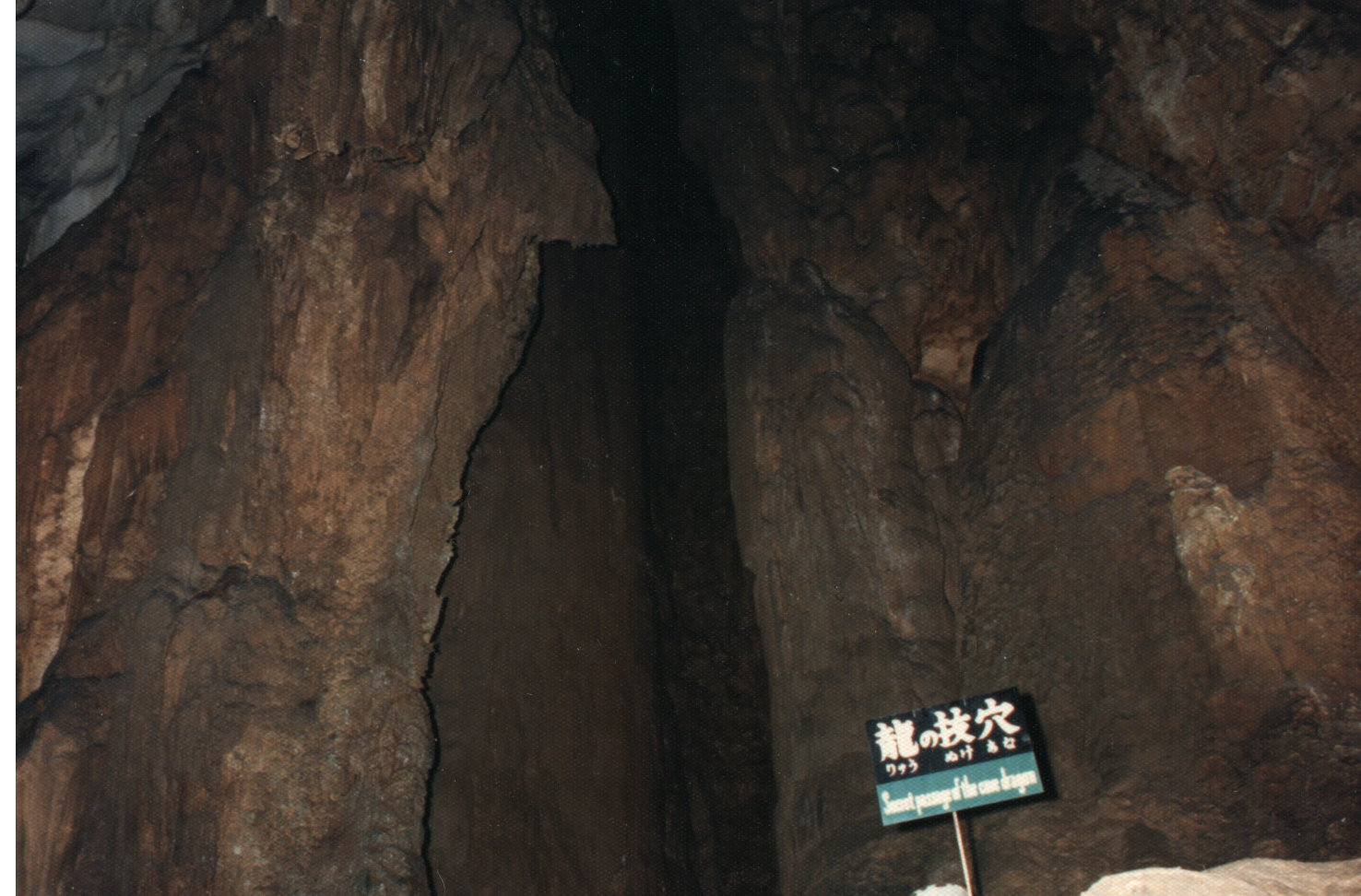
Bên trong hang động Akiyoshidō